# Hellmayrs muggensluiper
Hellmayrs muggensluiper (Ramphocaenus sticturus) is een zangvogel uit de familie Polioptilidae (muggenvangers). De vogel komt voor in de regenwouden van het Amazonebekken. De vogel werd lang beschouwd als een ondersoort van Vieillots muggensluiper (R. melanurus).
Er zijn twee geografisch gescheiden ondersoorten:
- R. s. obscurus: van oostelijk Peru tot noordelijk Bolivia.
- R. s. sticturus: zuidwestelijk Brazilië.